# Politique de l'environnement en Chine
En république populaire de Chine, la politique de l'environnement est décidée par l'Assemblée nationale populaire et gérée par le ministère de la protection de l'environnement. Le think-tank Center for American Progress décrit la politique menée avant 2014 comme étant similaire à celle des États-Unis d'avant 1970. En théorie, les lois environnementales sont assez strictes, mais leur application est laissée aux gouvernements locaux, qui sont corrompus et préfèrent favoriser l'industrie. De plus, le rôle que jouent les ONG et les journalistes dans la protection environnementale est limité par les réglementations instaurées par l'État.
La croissance économique rapide de la Chine, conjuguée à une politique environnementale laxiste, a entraîné de nombreux problèmes écologiques. Face aux protestations des citoyens, le gouvernement chinois a dû prendre des mesures afin de diminuer la pollution et améliorer la situation environnementale du pays. Cependant, ces mesures ont été vivement critiquées et jugées inefficaces. En avril 2014, le gouvernement a néanmoins durci sa politique environnementale.

## Juridiction de politique
Le Ministère de Protection de l'Environnement (MPE), autrefois l'Administration de Protection de l'Environnement d'État (APEE), est un ministère qui est responsable de mettre en œuvre des politiques environnementales, aussi bien que l'exécution de lois sur l'environnement et des règlements.  Le MPE est chargé de la protection de l'air de la Chine, et aussi l'eau et la terre de la pollution et la contamination.  Dirigé par le Conseil d'État, il est autorisé à mettre en œuvre la loi, des règlements et des politiques environnementales. En complétant de son rôle comme régulateur, il finance et organise aussi la recherche et développement.

## Histoire
En 1972, la Chine participe à la première conférence des Nations unies sur l’environnement. Deux ans plus tard, elle crée une agence de protection de l’environnement. En 1983, le gouvernement chinois annonce que la protection de l’environnement est désormais une affaire d’État. En 1998, la Chine subit de très graves inondations et l’agence de protection de l’environnement acquiert alors un statut quasi-ministériel, signe que le gouvernement accorde une certaine importance à l’écologie. La république populaire de Chine a signé le protocole de Kyoto le 29 mai 1998.
En 1998 et 2001, ce dernier investit plus de 40 milliards de yuan dans la protection de la flore et dans le reboisement. Entre 1999 et 2002, la Chine aura ainsi reboisé plus de 7,7 millions d’hectares, qui étaient auparavant utilisés pour l’agriculture.
Malgré ces mesures, la politique environnementale de la Chine n’est toujours pas au point et les autorités reçoivent entre 2001 et 2005 plus de 2,5 millions de lettres de protestation. Par ailleurs, le nombre de manifestations liées à l’écologie ne cesse d’augmenter entre 2001 et 2007. Ces protestations conduisent le gouvernement chinois, plus intéressé par la croissance économique que par l’écologie, à montrer une plus grande attention à la protection environnementale. Ainsi lors de son discours annuel de 2007, le premier ministre Wen Jiabao, fait près de 50 références à la pollution et à la question environnementale. De nouvelles régulations sont alors mises en place et les subventions destinées aux industries polluantes sont annulées.  Cependant, beaucoup de cibles environnementales internes ont été manquées.
Malgré ces nouvelles réglementations, la corruption empêche l’application de la loi et les autorités locales refusent d’appliquer les ordres. Le président Hu Jintao propose alors l’initiative du  “ P.I.B. vert ”, qui prévoit le P.I.B.  de la Chine soit ajusté en fonction de la pollution créée par l’industrie. Cependant ce projet est rapidement abandonné à cause de mauvais résultats. Le gouvernement a ensuite essayé d’instaurer une journée sans voiture, pendant laquelle les voitures sont interdites de circulation sur les grands axes routiers. Cette initiative a cependant été largement boycottée.  En 2008, l'Administration de Protection de l'Environnement d'État était officielle remplacée par le Ministère de Protection de l'Environnement pendant le mars des sessions du Congrès National du Peuple.
L’activisme environnemental a augmenté dans les années 2010, de nombreux citoyens jugeant que l’action gouvernementale est néfaste à l’environnement.  Les défis faisant face aux politiques environnementales sont intimement reliés à la corruption.  Depuis le 18e Congrès de Parti convoqué en novembre 2012, la Chine a entrepris une campagne étendue contre la corruption. La campagne a duré plus longtemps et a touché plus profondément le pays que la plupart des analystes avaient initialement pensé.
En avril 2012, des manifestants de Yinggehai obtinrent l’abandon d’un projet de centrale électrique, qui aurait coûté près de quatre milliards de yuan. Une autre ville fut choisie par les autorités pour accueillir le projet mais celle-ci refuse également. Finalement le gouvernement décida de construire sa centrale à Yinggehai, ce qui provoqua des émeutes où plus de 50 manifestants furent arrêtés et presque 100 personnes blessées.
En 2012, la question environnementale stimule 50 000 manifestations.
En 2013, le gouvernement a annoncé la mise en place d’un plan quinquennal de 277 milliards de dollars afin de lutter contre la pollution atmosphérique, particulièrement dans le nord de la Chine. Les autorités prévoient ainsi de réduire les émissions carbones de 25 % (par rapport à 2012) d'ici 2017.
En mars 2014, le président Xi Jinping déclare la guerre à la pollution lors de l’ouverture de l’Assemblée nationale populaire. En avril, le parlement adopte le nouveau projet de loi sur l’environnement, fruit d’un débat de presque deux ans. La nouvelle législation prévoit de donner plus de pouvoir à l'agence de protection de l’environnement ainsi qu’une plus grande liberté aux ONG défendant l'écologie. Cette révision de la politique environnementale de la Chine est la première depuis 1989. Les politiques mises en œuvre ont conduit à certains résultats : les concentrations moyennes de particules fines dans les villes chinoises ont reculé de 12 % entre 2017 et 2018.

## Législation actuelle
La nouvelle politique entrera en application en janvier 2015. À partir de cette date, les agences gouvernementales sont habilitées à sanctionner les entreprises polluantes ainsi qu’à saisir leurs biens. Les sociétés qui enfreignent la loi seront dénoncées et leurs directeurs pourront être emprisonnés pour une durée de deux semaines. Il n’y aura aucune limite sur les amendes encourues par les industries polluantes. Auparavant, il revenait moins cher pour les entreprises de payer l’amende que de mettre en place des mesures anti-pollution. Au total ce sont près de 70 dispositions que renferme cette loi.  Les entreprises seront nommées et humiliées pour la violation des lois de protection de l'environnement, tandis que les individus responsables pourraient faire face à l'emprisonnement. Au nom des citoyens, plus de 300 associations pourraient poursuivre en justice les entreprises polluantes.
Les gouvernements des différentes provinces ne seront plus uniquement jugés sur leur bilan économique. Ceux-ci devront conjuguer croissance économique et respect de l'environnement et devront publier des rapports sur la situation environnementale de leur juridiction.

## Questions d'actualité
La Chine a beaucoup de problèmes environnementaux urgents, affectant sévèrement son environnement biophysique aussi bien que la santé humaine.  La Chine fait face à trois risques majeurs pour la santé de l'environnement : pollution atmosphérique, pollution de l'eau et contamination de sol.  Aussitôt que 2007, une étude de Banque mondiale a constaté que les coûts de santé et la pollution de l'air et de l'eau en Chine s'était élevée à environ 4,3 % du PIB de la Chine.  En 2012, les particules de 2,5 PM, considérés pour être plus dangereux à la santé humaine, ont été liés avec 670 000 morts prématurées à cause du cancer du poumon, d'insuffisance coronarienne et de broncho-pneumopathie chronique. Une étude en 2013 a aussi constaté que la pollution atmosphérique est associée à une réduction de l'espérance de vie à la naissance d'environ 5,5 ans en Chine du nord. De même, la production répandue et l'utilisation de produits chimiques toxiques dans l'agriculture et des industries manufacturières ont contaminé de l'eau et des terres agricoles, contribuant à l'apparition de plus de quatre cents "des villages de cancer", des zones où les taux de cancer sont exceptionnellement haut.

### Qualité de l'eau
Les experts considèrent l'épuisement de l'eau et sa pollution comme les plus grands dangers environnementaux du pays. Approximativement les deux tiers de 660 villes manquent d'eau potable, malgré le fait que la Chine contrôle l'approvisionnement en eau fluviale de treize pays voisins et a endigué chaque rivière majeure sur le plateau tibétain. La situation est encore pire dans des zones rurales, où environ 300 à 500 millions de personnes manquent de l'accès à l'eau potable. Le total d'eau disponible a diminué de 41,9 milliards de m3 /an en 1956 à 32,5 milliards de m3 /an en 2000. La disponibilité d'eau par habitant a plongé de 735 m3 / an en 1952 à 302 m3 / an en 2009, alors que la consommation globale a grimpé en flèche.
Les ressources en eau de la Chine sont affectées tant par des manques d'eau que par la pollution de qualité de l'eau grave. Une population croissante ajouté à son miracle économique, aussi bien que la surveillance environnementale molle ont augmenté la demande d'eau et la pollution. Presque les deux tiers de villes chinoises, de plus de 200 millions de résidents ruraux, font face aux manques d'eau.  De plus, son approvisionnement en eau souterrain est pollué en raison de règlementation environnementale faible et de l'industrialisation débridée. L'enquête géologique chinoise estime que 90 % des villes dépendent de réserves d'eau souterraine polluées. L'eau qui a été purifiée aux usines de traitement est souvent ré-contaminée entre cette dernière et les habitations. ²
La Chine fait face à un équilibre difficile - pour d'allouer suffisamment d'eau pour les zones rurales afin d'assurer la production agricole et la stabilité sociale, tout en fournissant suffisamment à l'industrie pour maintenir la croissance économique.

### Qualité de l'air
La consommation d'énergie de la Chine a augmenté de 130 % de 2000 à 2010.  L'impact sur la qualité de l'air a été énorme, le charbon étant le principal responsable.  La Chine est le plus grand producteur de charbon du monde et représente presque la moitié de la consommation mondiale, même si une étude en 2015 suggère que ses émissions de dioxyde de carbone peuvent avoir été surestimées de plus de 10 %.   Surtout brûlé au nord, il fournit autour de 70 % des besoins d'énergie de la Chine. Le charbon est la source de 90 % des émissions de dioxyde de soufre et la moitié de ses émissions de fines particules de 2.5 PM. Les niveaux d'émissions des centrales électriques alimentées au charbon en 2011 ont potentiellement contribué à un quart de million de morts prématurées cette année, selon une analyse de Greenpeace.  En janvier 2013, Pékin a éprouvé un accès prolongé de smog si sévère que la concentration de particules dangereuses était quarante fois supérieur au niveau considéré comme sûr par l'OMS. Le 7 décembre 2015, Pékin a annoncé sa première alerte rouge pour le smog important (parfois 40 fois le niveau sûr selon l'OMS). Une interdiction partielle de conduire en fonction de la plaque d'immatriculation a été mis en vigueur jusqu'au 10 décembre 2015, alors que Pékin n'est pas une des villes chinoises les plus pollués.
En 2015, Berkeley Earth a analysé les données à partir de 1 500 stations au sol pendant 4 mois et a conclu que 90 % des villes chinoises n'ont pas réussi à satisfaire aux normes nationales de qualité de l'air et a contribué à 17 % de tous les décès - ou de 1,6 million de personnes par an.  La Chine est le plus grand émetteur du monde de gaz à effet de serre, ayant rattrapé les États-Unis en 2007.
Des évaluations de Deutsche Bank révèlent que le nombre de voitures particulières en Chine s’élèvera à 400 millions avant 2030, par rapport de 90 millions en 2013.  De plus les niveaux de soufre produits par des camions diesel en Chine sont au moins 23 fois plus mauvais que ceux aux États-Unis [réf. souhaitée].

### Qualité de la terre
Trois décennies de développement économique rapide en Chine ont aussi induit une pollution des sols qui a contaminé des cultures vivrières et a mis en danger la santé publique. Les fonctionnaires chinois commencent lentement à reconnaître ce problème grave.  Par exemple, Yixing et sa campagne environnante dans le delta du Yangtze était une source importante de grain pour la Chine, célébrée pour son climat doux et son sol fertile. Mais aujourd'hui Yixing est marqué dans le nouveau paysage industriel de la Chine.  Depuis les années 1990, presque 3 000 usines ont été construites sur les rivages du lac. Le boom chimique a fait Yixing une des villes les plus riches de la Chine. Mais beaucoup de fermiers locaux ont renoncé à manger leur propre récolte. Ils savent que leurs légumes sont plantés dans le sol pollué avec le cadmium, le plomb et les métaux de mercure, lourds qui sont dangereux à la santé humaine.
Ce n'est que février 2013 que le ministère de protection de l'environnement (MPE) a finalement admis que des villages ayant de forts taux de cancer existent en Chine et a sorti une liste qui a inclus la zone autour du Lac Tai et les villages de Fenshui et Zhoutie. Quelques experts ont évalué qu'il existerait 450 de ces villages en Chine et ils croient que le phénomène s'étend.  En avril 2013, l'enquête géologique de Jiangsu a publié un rapport qui a montré la lourde pollution métallique dans le Wuxi, Suzhou et des domaines de Changzhou. Le riz à Dingshu a longtemps été au-delà de limites de sécurité sur le montant de cadmium, élément augmentant continuellement depuis 2004.  Beaucoup de fonctionnaires admettent que la contamination du sol aux métaux lourds de la Chine est un énorme défi. Le responsable du département de nature et la conservation d'écologie (MEP) a déclaré que le nettoyage de pollution des sols a à peine commencé.

### Lutte contre la pollution
Parmi le tollé public sur le plus haut taux aux particules fines en Chine du nord, le premier ministre a déclaré la guerre à la pollution. En 2013, la commission, nationale pour le développement et la réforme, a publié son premier plan national lié au changement climatique, décrivant une liste d'objectifs pour 2020. En septembre 2013, le gouvernement est publié un plan d'action pour la prévention et le contrôle de la pollution atmosphérique, qui a pour but de réduire la pollution atmosphérique de plus de 10 % de 2012 à 2017,.  Cependant, une étude récente menée par le service d'information de l'énergie des États-Unis (et confirmée par les Statistiques de l'énergie annuaire de la Chine) indique que la consommation et la production de charbon de la Chine a été sous-estimée de quelque 14 % et 7 % respectivement entre 2000 et 2013,. Par conséquent, ces objectifs de réduction des émissions à effet de serre serait encore plus difficiles. Mais des données récentes confirment que la consommation de charbon est en baisse constante. En septembre 2015, la consommation de charbon a baissé pendant 12 mois consécutifs, indiquant un changement sans précédent.
Depuis 2014, le gouvernement a exigé que 15 000 usines, y compris des grandes entreprises publiques, rapportent publiquement des chiffres en temps réel de leurs émissions d'air et émissions d'eau polluée. Le gouvernement s'est engagé à dépenser 275 milliards de dollars au cours des cinq prochaines années pour améliorer la qualité de l'air.  En 2015, Pékin a dévoilé un plan qui cible la fermeture des usines qui polluent l'eau; et aussi à augmenter de plus de 70 % la part d'eau potable dans sept bassins fluviaux majeurs avant 2020.
Plus récemment, la loi de protection de l'environnement a été changée pour imposer des sanctions plus sévères contre des entreprises ou des individus polluants en éliminant le plafond d'amendes. Ainsi, un des fournisseurs de frites de Mac Donald a reçu une amende record de 629 000 dollars pour la pollution de l'eau à Shanghai en 2015. La nouvelle loi donne aussi aux activistes plus de pouvoir : pour la première fois, des ONG chinoises ont le droit de poursuivre en justice des pollueurs.
La Chine est aussi l'un des plus grands investisseurs dans des énergies renouvelables. Ses dépenses pourraient totaliser 300 milliards de dollars dans les cinq ans, à partir de 2015, dans le cadre de son engagement pour réduire ses émissions de carbone. Les sources d'énergie renouvelable ont représenté 57 % des nouvelles capacités d’électricité du pays durant les dix premiers mois de 2013. L'expansion rapide d'énergies renouvelables a induit la chute de consommation de charbon de 2,9 % en 2014 et de 8 % dans les 4 premiers mois de 2015. En fait, depuis 2014 plus de la moitié des nouveaux besoins énergétiques en Chine ont été pourvus à partir de sources renouvelables telles que l'hydroélectricité, le nucléaire, le vent et l'énergie solaire. Selon l'ONG Greenpeace, le plan du gouvernement de limiter la consommation de charbon et des émissions de CO2 sera réalisé plusieurs années avant sa cible de 2030.
Le rôle des médias sociaux est devenu de plus en plus important. Un documentaire sur le smog en Chine intitulé "Sous le Dôme" a frappé le pays. Sorti en février 2015, cette vidéo de 104 minutes a été vue 71 millions fois dans les 24 premières heures et les discussions et des débats sur le film et sa productrice Chai Jing, une ancienne présentatrice de TV, ont continué sur des médias sociaux. Ce film montre le pouvoir croissant des médias sociaux.
En 2014 les États-Unis et la Chine ont annoncé des cibles environnementales. Les États-Unis ont annoncé réduire leurs émissions de gaz à effet de serre de 26 à 28 % au-dessous des niveaux de 2005 avant 2025 et la Chine a annoncé atteindre un niveau maximal d'émissions autour de 2030 en augmentant la part d'énergie non fossile à environ 20 % avant 2030. Ces cibles ont été un signal fort marquant leur engagement au succès de pourparlers de la COP21 prévu à la fin de 2015, étant donné leur statut de deux plus gros pollueurs du monde.
Le 24 septembre 2015, la Chine a annoncé le lancement en 2017 d'un système d'échange de quotas d'émissions de carbone qui couvrira les industries lourdes fortement polluantes. Ces industries représentent environ les trois quarts des émissions de carbone de la Chine. S'il est mis en place, cela serait le plus grand système de commerce d'émissions de carbone dans le monde. La Chine a aussi dévoilé des plans de prioriser la production électrique à faible teneur en carbone et d'éliminer progressivement les installations électriques les moins efficaces et polluantes.
En outre, la Chine a pris un rôle plus proactif dans les négociations internationales sur le financement du climat à la COP21 en décembre 2015. Elle a doublé sa contribution au fond de coopération climat Sud-Sud l'année précédente, et a promis 20 autres milliards de yuans (3,1 milliards de dollars) à d'autres initiatives à faible émission de carbone dans les pays en voie de développement, pour les pays dont le PIB par habitant est moins d'un tiers de celui des États-Unis.
Le pays annonce qu'à partir du 1er janvier 2018, il n'accepterait plus aucun déchet plastique venant de l'étranger, refusant ainsi d'être la poubelle du monde. Les importations de plastique ont chuté de 600.000 tonnes par mois en 2016 à 30.000 tonnes par mois en 2018, selon un rapport de Greenpeace.

### Lutte contre le réchauffement climatique
La Chine, pour lutter contre le réchauffement climatique, investit dans plusieurs domaines de pointe :
- l'électricité nucléaire : en mars 2014, la Chine exploite 21 réacteurs nucléaires répartis sur sept sites nucléaires et compte 28 réacteurs en construction[40], dont deux réacteurs pressurisés européens (EPR). En mars 2021 la Chine compte 50 réacteurs nucléaire (pour une puissance installée de 47 528 MW), 12 autres réacteurs sont en construction (pour une puissance installée de 11 923 MW)[40] ;
- les éoliennes : la Chine est depuis 2010 au 1er rang mondial pour sa puissance installée éolienne[41] ; elle était en 2012 au 2e rang mondial pour la production d'électricité éolienne et l'éolien représentait 1,9 % de sa production d'électricité en 2011 et 2,4 % en 2012[42] ;
- l'énergie photovoltaïque : la Chine s'est placée largement en tête du marché mondial en 2013, avec 11,8 GW installés en photovoltaïque, se hissant au 2e rang mondial pour sa puissance installée : 18,3 GW fin 2013, derrière l'Allemagne[43] ;
- le solaire thermique (chauffe-eau solaire, etc.) : la Chine est de très loin le 1er pays au monde pour la puissance thermique installée en capteurs thermiques, avec 67 % du total mondial en 2012[44] ;
- la capture de CO2 dans les centrales électriques à charbon : la Chine vend désormais sa technologie aux États-Unis[45] ;
- la promotion subventionnée par l'État chinois des lampes à basse consommation d'électricité[46] ;
- la voiture électrique : l'objectif de ventes de véhicules hybrides et électriques a été revu à la hausse : cinq millions d'unités à l'horizon 2020, avec un temps intermédiaire de 500 000 immatriculations en 2015. Le gouvernement prévoit des allocations budgétaires pour soutenir la filière de l'électrification, promettant une enveloppe de 12 milliards d'euros de subventions pour les entreprises, notamment dans le domaine des infrastructures. Le client final n'est pas oublié et les autorités chinoises évoquent un dispositif de prime à l'achat renforcé[47].